# Madrastra

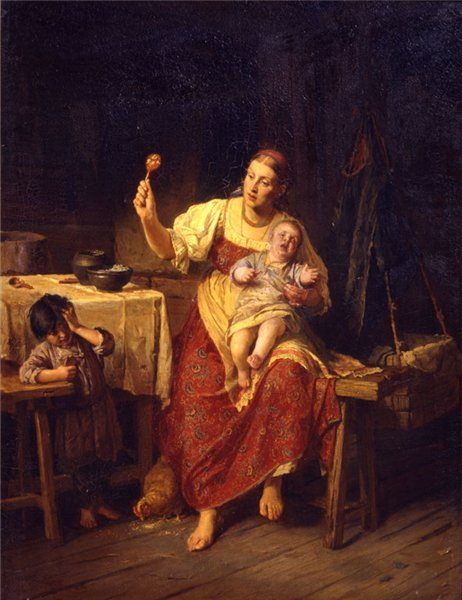
Madrastra (circa 1874), pintura de Firs Sergeyevich Zhuravlev (1836-1901). Esta obra muestra una escena de la vida cotidiana rusa, donde se representa a una madrastra junto a sus hijastros en un entorno doméstico, capturando las tensiones y emociones del vínculo familiar.

La madrastra (madre + astra "sufijo negativo") es la nueva esposa de un padre de una persona nacida de una unión previa a esta. Su equivalente masculino es padrastro, el cual es el nuevo esposo de una madre de una persona nacida de una unión previa a esta.
En la antigüedad era habitual, debido a las altas tasas de defunción de las mujeres a la hora de dar a luz y a la necesidad de una nueva persona que se encargase de los niños, que los niños creciesen bajo la tutela de una madrastra. La nueva familia es llamada hoy en día familia reconstituida.[cita requerida] Hoy en día, a raíz de la proliferación de los divorcios, puede darse la que los menores vivan con la madrastra. 
La imagen negativa que en ocasiones se asocia a una madrastra se debe a que las madrastras y las suegras tienen en muchos cuentos de hadas el papel antagónico, destructoras de armonía familiar, y eran el opuesto de la madre. En cambio muy pocas veces aparece un padrastro malvado en los cuentos de hadas, como por ejemplo en Los tres pelos de oro del diablo.

## Las madrastras en los cuentos de hadas
Algunos ejemplos de madrastra malvada en los cuentos de hadas son:
- Cenicienta (Charles Perrault y Hermanos Grimm)
- Blancanieves (Hermanos Grimm)
- Hansel y Gretel (Hermanos Grimm)
- Hermano y hermana (Hermanos Grimm)
- La novia blanca y la novia negra (Hermanos Grimm)
- Los tres hombrecitos en el bosque (Hermanos Grimm)
- Queridísimo Roland (Hermanos Grimm)

## La madrastra en la ciencia

### Psicología analítica
La figura de la madrastra (malvada) es para la psicología analítica de Carl Gustav Jung una forma del arquetipo de la madre con rasgos destructivos.

### Etnología europea
Muchos cuentos de hadas alemanes usan una forma de sucesión matrilineal, a través de la cual el hombre se casa con una princesa y por ende se convierte en príncipe.

### Estructuralismo
La sociología familiar defiende la siguiente tesis: en todas las familias hay parejas con una gran proximidad emocional (p.Ej. Padre + hija + Madre + hijo), debido a las cuales el resto de parejas se alejan, también la pareja formada por padre + madre. Cuando la hija crece y se hace mujer, compite por el rol social de la madre como mujer adulta. El objeto de la competencia es el hogar, lo cual ayuda a distanciarlas aún más.